# أق تشاي سفلي
أق تشاي سفلي هي قرية في مقاطعة نير، إيران. عدد سكان هذه القرية هو 207 في سنة 2006.